# پاتزگرو
پاتزگرو (به انگلیسی: Potsgrove) یک روستا و محله مدنی در بریتانیا است که در Central Bedfordshire واقع شده‌است. پاتزگرو ۴۴ نفر جمعیت دارد.